# تپه معبد سلوکی
تپه معبد سلوکی مربوط به دوره سلوکیان است و در نهاوند، خیابان فجر اسلام، محله دوخواهران واقع شده و این اثر در تاریخ ۲ اسفند ۱۳۲۷ با شمارهٔ ثبت ۳۷۴ به‌عنوان یکی از آثار ملی ایران به ثبت رسیده است.